# Emilia de Poret
Emilia Angel Agnetha de Poret, nascida em 10 de Agosto de 1976, é uma cantora sueca lançada sob o selo da Aristotracks, gravadora que ela administra com dois irmãos. No verão de 2001, a cantora estreou nas paradas suecas sob o nome de Lia Andreen, com a música "Mistreat Me (You'll Be Sorry)" e atingiu a 34ª posição do ranking nacional.
Quatro anos mais tarde, precisamente no segundo semestre de 2005, a cantora passa a se apresentar como Emilia de Poret e lança seu álbum de estréia, "A Lifetime in A Moment", totalmente escrito pelo compositor premiado Jörgen Elofsson, que já escreveu canções para artistas como Britney Spears, Kelly Clarkson e Westlife.
Em 2008, a cantora volta às paradas suecas com o single "I Can", prometendo o lançamento do álbum "Pick Me Up" naquele mesmo ano. Apenas um single é lançado na Suécia com esse nome. Em parceria com o produtor internacional Arnthor Birgisson, que já produziu hits para Jennifer Lopez, Enrique Iglesias e Janet Jackson, o álbum é finalmente lançado na Espanha, no primeiro trimestre de 2009 pela Vale Music, representante espanhola da Universal Music. A faixa-título do álbum permanece no Top 10 espanhol desde Setembro de 2009.
Emilia de Poret tem se apresentado constantemente em festivais organizados pela principal parada espanhola, Los 40 Principales, e em programas de TV do país, divulgando seu mais novo disco. Na primeira semana de Dezembro de 2009, a cantora se apresentou no festival Gran Canaria Pop 2009 para um público de 15.000 pessoas.

## Curiosidades
- Emilia é amiga de Britney Spears e fez até um cover da música Out From Under da cantora norte-americana, reescrevendo a música e intitulando-a de Now or Never.
- Emilia é considerada a Nova Madonna pelos críticos Espanhois, não só pela sua voz marcante, mas pela sua beleza semelhante e por suas performances inccríveis.
- Ela já morou em Las Vegas.